# Ириней (патриарх Иерусалимский)
Патриа́рх Ирине́й (греч. Πατριάρχης Ειρηναίος Α΄, в миру Эммануи́л Скопели́тис, греч. Εμμανουήλ Σκοπελίτης; 17 апреля 1939, Хора — 10 января 2023, Афины) — епископ Иерусалимской православной церкви, в 2001—2005 гг. — её предстоятель с титулом Блаженнейший Патриарх Иерусалимский и всея Палестины. Был низложен и извергнут из священного сана в мае — июне 2005 года. Восстановлен в епископском сане в звании бывшего патриарха Иерусалимского 25 июля 2019 года.
Тезоименитство — 5 сентября (священномученика Иринея Лионского).

## Биография
В декабре 1953 года прибыл в Иерусалим. В 1958 году принял монашеский постриг с именем Ириней в честь священномученика Иринея, епископа Лионского. В 1959 году был рукоположён в сан диакона.
В 1963 году окончил Иерусалимскую Патриаршую школу.
В 1965 году рукоположён во иеромонахи, в 1966 году возведён в сан архимандрита.
В 1966 году уехал в Афины, где поступил на богословский факультет Афинского университета, который успешно окончил в 1970 году.
По возвращении в Иерусалим исполнял послушания главного редактора журнала «Новый Сион» и председателя Высшего церковного суда. Назначался официальным представителем Иерусалимской патриархии на церковных и богословских совещаниях, всеправославных встречах и сопровождал патриархов Венедикта и Диодора в их официальных визитах, Московский патриархат посещал в 1974 году.
С 1979 года до избрания патриархом был патриаршим экзархом в Афинах и ответственным за ежегодное распространение в Греции Благодатного огня в Великую субботу.
27 февраля 1981 года избран, а 29 марта того же года рукоположён во архиепископа Иерапольского.
В 1983 году назначен членом Священного синода Иерусалимской православной церкви.
Среди начинаний патриаршего экзарха в Афинах было поддержание паломничества из Греции в Святую Землю и создание журнала «Голос Иерусалима».
В 1994 году возведён в сан митрополита.
13 сентября 2001 года на Соборе Иерусалимской православной церкви избран предстоятелем Иерусалимского патриархата. 15 сентября в храме Воскресения Христова в Иерусалиме состоялась его интронизация.
При восшествии на патриарший престол декларировал, что надеется восстановить славу Церкви Сионской, веротерпимость, взаимопонимание и уважение среди представителей различных религиозных и национальных общин, живущих в Святой Земле, установить стабильность и мир и регионе.
6 мая 2005 года Священный синод Иерусалимского патриархата принял решение об отстранении от должности главы церкви патриарха Иринея, обвинив его в том, что он сдал в долгосрочную аренду еврейским компаниям имущество церкви в Старом городе. За это решение проголосовали 13 из 17 членов Синода. 24 мая Всеправославный собор в Стамбуле подтвердил отстранение патриарха, однако Ириней это решение не признал. В июне 2005 года Синод Иерусалимского патриархата лишил Иринея сана и разжаловал в монахи. Сам Ириней на заседании архиерейского суда присутствовать отказался.
Преемником Иринея на посту предстоятеля Иерусалимской православной церкви стал Феофил III.
В ультраконсервативных православных кругах низвержение Иринея из сана оспаривалось и даже признавалось нелегитимным. Сторонники бывшего патриарха считали, что низвержение связано с его антиэкуменической позицией в противовес сторонникам Феофила III, а самого Иринея провозгласили патриархом-исповедником. В России поддержку бывшему патриарху выразили его почитатели, регулярно освещающие жизнь и подвижничество Иринея. Обозреватель РИА Новости Николай Троицкий утверждает, что бывший патриарх при низвержении из сана был приговорён к заточению в собственной келье, где и находится с 2005 года. Иерусалимский патриархат утверждает, что «низложенный Патриарх Иерусалимский монах Ириней находится в заключении, и ответственность за возможность его посещения взяла на себя израильская полиция».
В январе 2015 года информационное агентство «Ромфея» сообщало, что Синод Элладской православной церкви намерен создать особую комиссию с целью добиться освобождения бывшего Иерусалимского патриарха Иринея, чьё пребывание в затворе в Афинах не считают добровольным.

Надгробие Патриарха Иринея. Остров Самос

3 ноября 2015 года Иринею была сделана хирургическая операция по удалению грыжи. Чтобы сделать операцию, Ириней впервые покинул Иерусалимскую патриархию после семи лет пребывания в полном затворе.
5 ноября 2015 года патриарх Иерусалимский Феофил III в сопровождении патриаршего эпитропа митрополита Капитолиадского Исихия и главного секретаря Синода Иерусалимской православной церкви архиепископа Константинского Аристарха посетил Иринея, которой находился в клинике после операции.
По информации греческого новостного агентства «Ромфея», 22 марта 2016 года, в день своих именин, Патриарх Феофил, после совершения Литургии преждеосвященных Даров в храме Воскресения Христова (Гроба Господня), пришёл в Большой зал Иерусалимской Патриархии для приветствия и выступления. Там, по сообщениям очевидцев, внезапно появился бывший Патриарх Иерусалимский Ириней, что стало приятным сюрпризом для всех.
Патриарх Ириней направился к Патриарху Феофилу, приветствовал его, поздравил с тезоименитством и пожелал ему долголетия.
Все, кто присутствовал при этом в Большом зале Иерусалимской Патриархии, приветствовали встречу двух Патриархов аплодисментами.
22 марта 2017 года Иринея впервые посетил Константинопольский патриарх Варфоломей, который прибыл в Иерусалим для участия в освящении Кувуклии Гроба Господня. При входе патриарха Варфоломея в жилище Иринея они «обменялись объятиями любви и примирения». Во время встречи патриарх Варфоломей и Ириней имели «братский и сердечный разговор по всем вопросам».
В начале июля 2019 года бывший предстоятель Иерусалимской Церкви был госпитализирован в отделение интенсивной терапии. 80-летнему Иринею поставили диагноз: отек легких и сердечная аритмия.
25 июля 2019 года Священный Синод Иерусалимской Православной Церкви под председательством патриарха Иерусалимского и всея Палестины Феофила единогласно снял канонические прещения с бывшего Патриарха Иринея и восстановил его в священном сане с титулом «бывший патриарх Иерусалимский». В заявлении Синода Иерусалимской Церкви отмечалось, что решение о восстановлении Иринея в сущем сане было принято, в том числе, в связи с ухудшением состояния его здоровья. Со своей стороны, архиепископ Афинский Иероним II заявил 25 июля, что бывшего патриарха готовы принять в Геронтологическом центре Афинской архиепископии, в который Ириней позже был доставлен из Иерусалима.
Скончался 10 января 2023 года в Афинах после долгой болезни.
11 января похоронен в Крестовоздвиженском монастыре на родине — острове Самос.

## Награды
- Большой крест ордена Звезды Румынии (2004 год, Румыния)[20].